# Église de l'Intercession-de-la-Vierge de Rostov-sur-le-Don
L’église de l’Intercession-de-la-Vierge (en russe : Церковь во имя Покрова Пресвятой Богородицы) ou vieille église de l’Intercession (Старо-Покровский храм) est une église orthodoxe de Rostov-sur-le-Don (oblast de Rostov). Construite de 2005 à 2007 selon le projet de l'architecte G. A. Chevtchenko elle fait partie du diocèse de Rostov et Novotcherkassk.

## Histoire

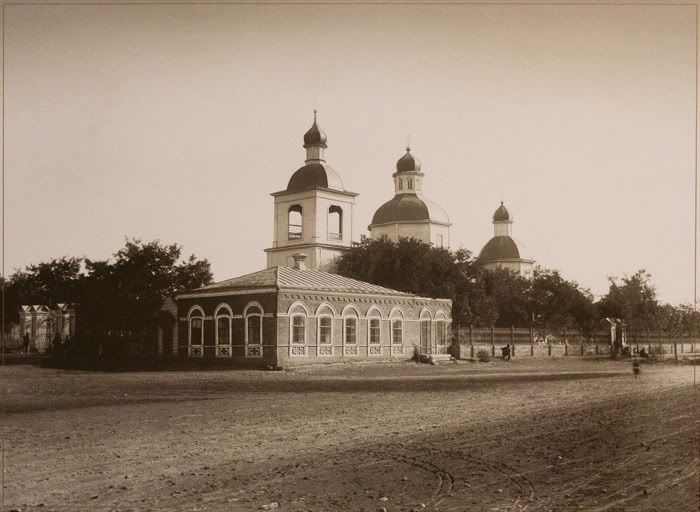
L’église de l’Intercession vers 1880.

En 1761, après l’abandon de la forteresse Sainte-Anne à proximité de Tcherkassk, l’église Saint-Dimitri-de-Rostov récemment érigée dans la forteresse est démontée et reconstruite dans la forteresse Saint-Dimitri-de-Rostov (d’où la ville de Rostov-sur-le-Don tire son nom). À Rostov l’église est dédiée à l’Intercession et obtient le rang de cathédrale. En 1785 le bâtiment en bois est remplacé par une plus grande église.

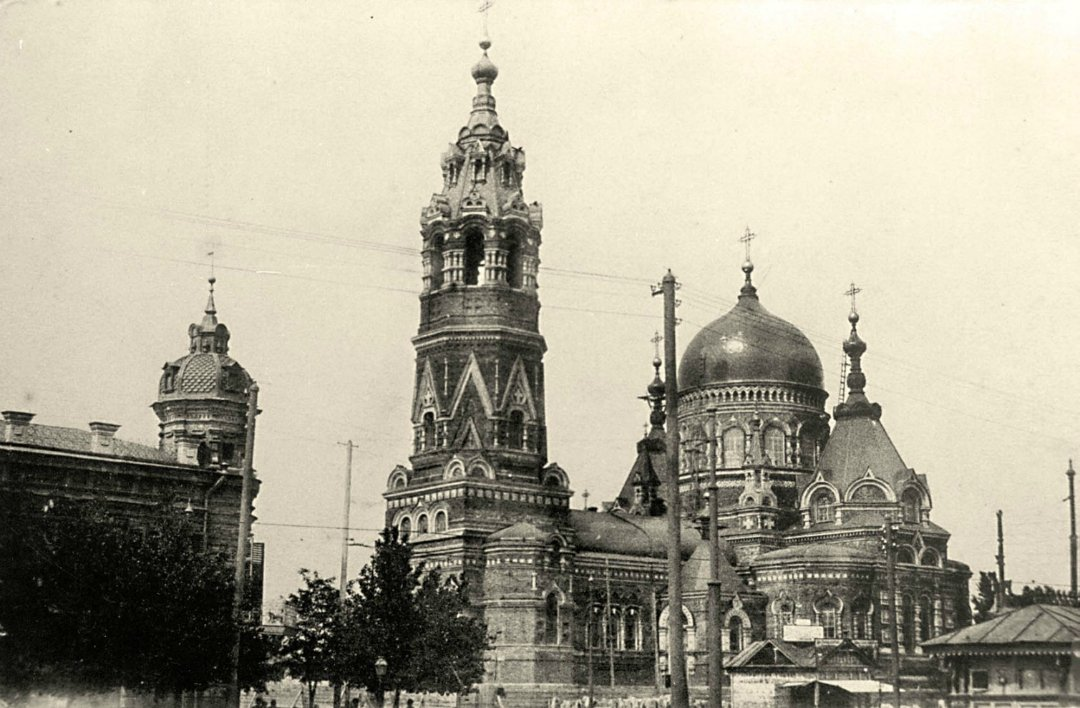
La nouvelle église de l’Intercession vers 1910.

L’église est endommagée par un incendie le 2 novembre 1895. De 1897 à 1909 une nouvelle église en pierre est construite d’après le projet de style néo-russe de l’architecte N. M. Sokolov. Elle est alors désignée comme « nouvelle église de l’Intercession ».
L’église est fermée par le pouvoir soviétique et détruite en 1930.
En 2005 une croix commémorative est installée à l’endroit où s’élevait l’église et la construction d’une nouvelle église débute. Elle est inaugurée le 11 novembre 2007 par l’archevêque de Rostov et Novotcherkassk Panteleimon.